# ممتاز السعيد
ممتاز السعيد هو سياسي مصري، شغل منصب وزير المالية في حكومة الدكتور كمال الجنزوري وهو رجل يعمل في وزارة المالية منذ 40 عاما تدرج خلالها في عدد من المناصب منها رئيسا لقطاع الموازنة ورئيسا للإدارة المركزية لموازنة الخزانة العامة ورئيسا لقطاع مكتب الوزير حتى بلغ السن القانوني وتولى كذلك مسئولية إصدار السندات وأذون الخزانة والتمويل مع انه عضو في مجلس إدارة البنك المركزي
وقد كان “ممتاز السعيد” رئيسا لمكتب الوزير في وزارة المالية في عهد يوسف بطرس غالي وزير المالية الأسبق الهارب.